# Чиманга, Элиас
Элиас Чиманга (фр. Elias Tshimanga; Бельгийское Конго) — конголезский футболист, защитник.

## Биография
Выступал за национальную сборную Демократической Республики Конго. 24 декабря 1967 года принял участие в товарищеском матче против Румынии (1:1).
В 1968 году главный тренер ДР Конго Ференц Ксанади вызвал Чимангу на Кубок африканских наций, который проходил в Эфиопии. В своей группе команда заняла 2 место, уступив Гане и обойдя Сенегал и Республику Конго. В матче против Сенегала Элиас отличился забитым голом с пенальти в ворота Амади Тиама. В полуфинале ДР Конго обыграло Эфиопию (2:3), а в финале Гану (0:1). Элиас Чиманга провёл на турнире все 5 игр и забил 1 гол.

## Достижения
- Победитель Кубка африканских наций (1): 1968